# Love Store
Love Store è una sitcom ideata e diretta da Gennaro Nunziante e Vito Capuano nel 1998. Si tratta dell'ultima produzione inedita realizzata da Toti e Tata per Telenorba prima dello scioglimento del 1999.

## Trama
La sitcom si svolge in una sorta di oratorio televisivo in cui alcuni ragazzi parlano dei loro problemi al parroco don Lurio (Mauro Pulpito). Nel corso della trasmissione interverranno Pinuccio Sinisi, nei panni dell'ottimizzatore di produzione incaricato da Telenorba di migliorare l'audience del programma e per questo molto scontroso nei confronti dei giovani in studio, e vari ospiti interpretati da Toti e Tata, tra i quali:
- Magic Johnson, giocatore di basket il quale a inizio puntata sfrutterà il telefono del parroco per comunicare a tutte le sue amanti la propria sieropositività;
- la dea Orchite e il suo aiutante Tavor, la quale consiglierà soluzioni ai problemi dei ragazzi una volta raggiunto l'apice della noia (raffigurata in un palloncino posto tra le sue gambe che si gonfia man mano che la noia cresce, fino a scoppiare);
- i Vorrei Ma Non Boys, coppia di ballerini i quali entreranno in competizione ad ogni esibizione per conquistare (senza successo) il cuore della loro collega Claudia;
- la famiglia Lo Vomito, già presente nella trasmissione Televiscion e ora proprietaria di una radio amatoriale (Radio Rosario);
- i poeti omosessuali Tony Marcati e Peppino Di Caprio, con le loro poesie sulla sessualità tratte dai rispettivi manoscritti;
- i fratelli Vincenzo e Antonio Matarrese, anch'essi già interpretati durante la trasmissione Zero a Zero, i quali coinvolgeranno il pubblico in improbabili trattative di calciomercato estivo della squadra calcistica del Bari.

Spiccano su tutti i momenti musicali, affidati al duo neomelodico Salvo e Regina con la canzone "Amore sbarrato", al cantante latinoamericano Ricky Monital con il brano "El contrabbandier", ma soprattutto agli Oesais, unica presenza fissa di tutto il programma.

## Gli Oesais
Parodia della band britannica degli Oasis, rappresentano alcuni tra i personaggi più popolari interpretati dal duo. Perennemente in disaccordo su tutto, i due fratelli non perdono occasione per litigare davanti al pubblico dando vita a esilaranti dialoghi in uno slang simile al dialetto molfettese, esternando in trasmissione le loro problematiche quasi sempre riconducibili, secondo le accuse del fratello cantante (interpretato da Emilio Solfrizzi), al consumo di alcool da parte del fratello bassista (interpretato da Antonio Stornaiolo). I brani da loro interpretati traggono spunto dalla base musicale di alcuni successi della rock band inglese con un'originale rivisitazione dei testi, nello specifico:
- Sind'a mmè vattain si rifà a "D'You Know What I Mean?";
- Ianna è un medley tra le strofe di "Live Forever" e il ritornello di "Stand by Me";
- Na mnenna d'Vtount è una rivisitazione di "Wonderwall";
- Nu ngi'amà spusaj ricalca le note di "Don't Go Away";
- Simm' turaist' inglais richiama il brano "All Around the World";
- U' 127 Abarth è un fedele rifacimento di "Champagne Supernova".

Ultimata la messa in onda del programma, il loro successo fu tale da spingere il duo a organizzare una tournée estiva in giro per la Puglia denominata Si bevaute live tour '98, alla quale fece seguito l'estate seguente il Si bevaute live tour '99.

## Trasmissione televisiva
La sitcom è stata trasmessa per la prima volta su Telenorba e Teledue dall'11 maggio al 18 luglio 1998. Dopo alcuni anni di assenza dai palinsesti televisivi la trasmissione è stata riproposta integralmente dal 29 luglio al 19 settembre 2013 sull'allora Telenorba 8, oggi tornato a chiamarsi Teledue. Dal 6 al 25 maggio e dall'8 luglio 2020 è stato riproposto in replica con quattro puntate al giorno su Telenorba. 